# Ісмаїл Якобс
Ісмаїл Якобс (нім. Ismail Jakobs, нар. 17 серпня 1999, Кельн) — німецький футболіст сенегальського походження, лівий захисник, лівий вінгер клубу «Монако». На умовах оренди виступає за «Галатасарай».

## Клубна кар'єра
Народився в Кельні в сім'ї сенегальця і німкені в Кельні і виступав за дитячу футбольну команду «Блісгайм» з 2003 по 2012 рік, після чого перейшов в академію «Кельна». 29 серпня 2017 року дебютував за резервну команду «Кельна» в матчі Регіональної ліги «Захід» проти «Боннера».
8 листопада 2019 року Якобс дебютував в основному складі «Кельна» в матчі німецької Бундесліги проти «Гоффенгайма». 18 грудня 2019 року Ісмаїл забив свій перший м'яч за «Кельн» в матчі проти «Айнтрахта». Протягом двох сезонів за головну команду «Кельна» провів 47 ігор у всіх турнірах.
Влітку 2021 року уклав п'ятирічний контракт з «Монако».
10 березня 2024 року поєдинок Ліги 1 проти «Страсбура» став ювілейним, 100-м, у складі «Монако» у всіх турнірах.

## Кар'єра в збірній
З молодіжною збірною Німеччини поїхав на молодіжний чемпіонат Європи 2021 року в Угорщині та Словенії, де зіграв у п'яти з шести іграх і здобув з командою золоті нагороди після перемоги у фіналі з рахунком 1:0 над Португалією

## Досягнення
- Володар Кубка Туреччини (1):

«Галатасарай»: 2024-25
- Чемпіон Туреччини (1):

«Галатасарай»: 2024-25
Збірні
- Чемпіон Європи (U-21): 2021